# Instituto Superior del Profesorado Dr. Joaquín V. González
El Instituto Superior del Profesorado Dr. Joaquín V. González es un profesorado público de la ciudad de Buenos Aires fundado en 1904.

## Historia
El 16 de diciembre de 1904, Joaquín V. González, Ministro de Justicia e Instrucción Pública, refrendó el Decreto de Creación del Seminario Pedagógico, base de lo que sería el Instituto. En un principio, solo ingresaban al Profesorado los profesionales universitarios que querían obtener el título de profesor. Al extenderse la formación a cuatro años, e incluso cinco años, se permitió el ingreso a los alumnos que habían completado el nivel medio. Ya a mediados de la década del veinte, el Instituto ofrecía la mayor parte de las disciplinas que formaban parte de los planes de estudio del nivel medio.

## Situación edilicia
El Instituto de formación superior estuvo muchísimos años sin edificio propio. Esta situación se mantuvo hasta principios del 2009, momento en el que se obtuvo un edificio propio en la sede de Ayacucho 632, producto de reclamos estudiantiles (aunque sin consenso ya que desde diferentes grupos se resistían al cambio de edificio), del cuerpo docente y también de los directivos. Algunos sectores sostendrían que el nuevo edificio no tendría el espacio suficiente. Actualmente, muchas de las carreras carecen de oferta horaria, debido a que por la falta de espacio y de presupuesto son solo dos las que pueden dictarse en los tres turnos: Inglés e Historia.

## Carreras
Se dictan los profesorados de Lengua y Literatura, Ciencias Económicas, Ciencias Jurídicas, Políticas y Sociales, Biología, Filosofía, Psicología y Ciencias de la Educación, Física, Francés, Geografía, Historia, Inglés, Italiano, Matemática, Química e Informática.
Las materias dictadas en el instituto son, en su mayoría, anuales. Hay tres campos: el disciplinar, el pedagógico o común y el de la realidad y prácticas docentes. El perfil de los egresados muestra dominio consistente y sólido en la disciplina escogida, competencias pedagógicas y conocimientos en lo que se refiere a las ciencias de la educación.
Su actual rector es Martín Cifuentes.

## El Joaquín TV
El Instituto Superior del Profesorado Dr. Joaquín V. González tiene desde el año 2018 una usina audiovisual propia, El Joaquín TV, que produce contenidos de y para la comunidad del profesorado y los difunde por sus propias redes sociales. Se convirtió así en el primer canal audiovisual de los profesorados, gestionado por docentes, estudiantes y graduados. 
En 2019 El Joaquín TV llevó a cabo el ciclo Futuros Docentes, diálogos sobre la formación docente contemporánea, conducido por la rectora del Instituto, Mariana Rossetti, y por donde pasaron Gabriela Diker, Adriana Puiggrós, María Verónica Piovani, Adrián Cannellotto y Mariano Palamidessi.

### Proyectos llevados a cabo por El Joaquín TV
- Ciclo de entrevistas Futuros Docentes.
- Todos los profesorados, el profesorado (cortes publicitarios de las carreras que se dictan en el instituto).
- En Tránsito. Serie web sobre el viaje que realizan quienes asisten al profesorado.